# Riccardia fucoidea
Riccardia fucoidea là một loài rêu trong họ Aneuraceae. Loài này được C.Massal. mô tả khoa học đầu tiên năm 1885.